# Motorola 68020
Motorola 68010 Motorola 68030

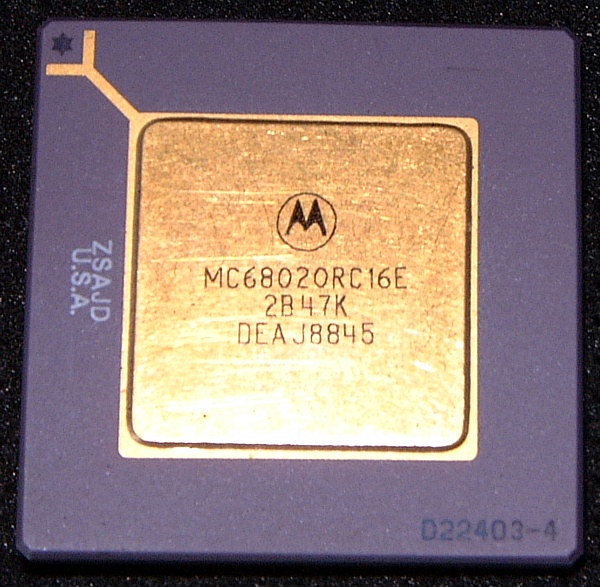
Motorola 68020.

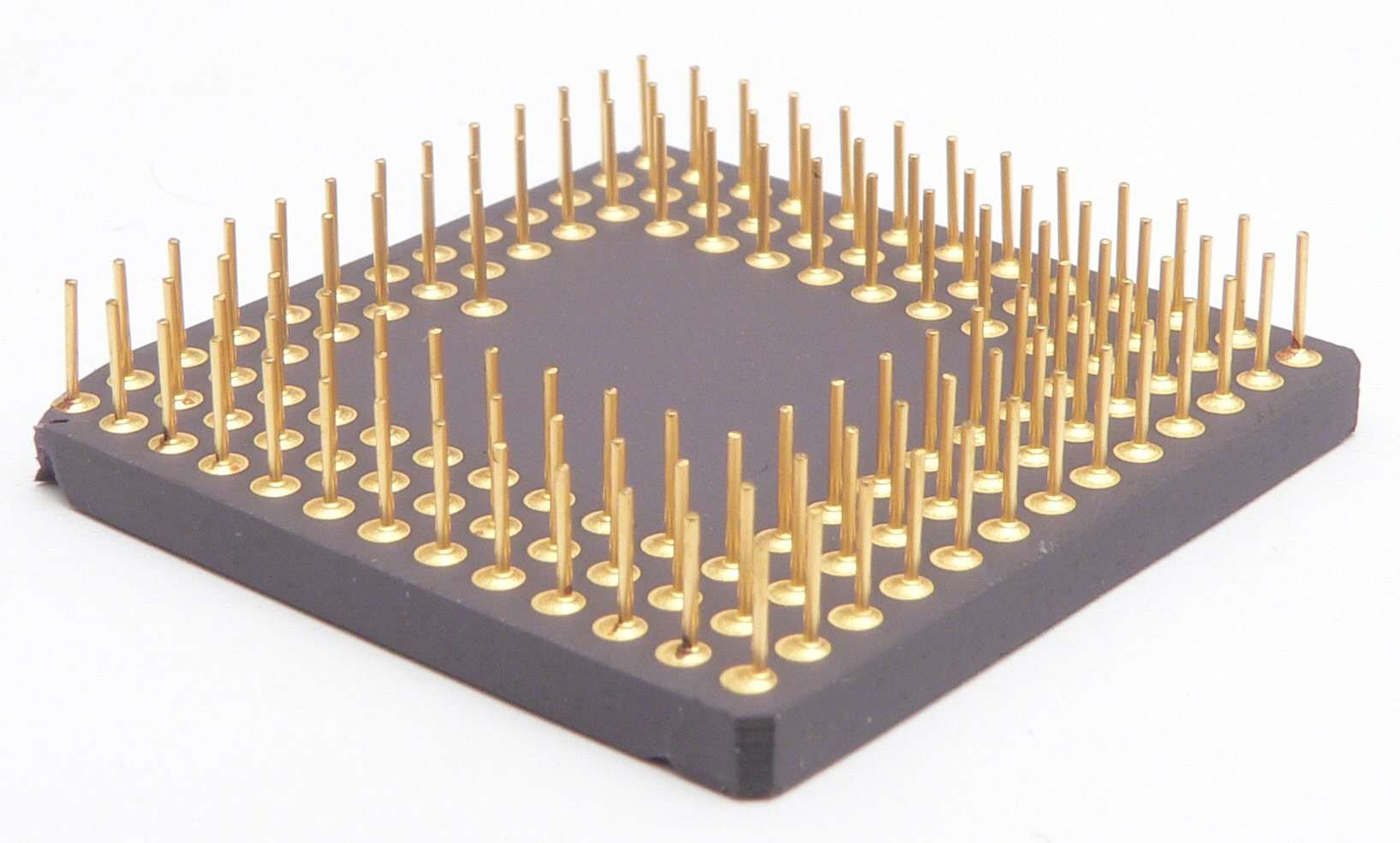
Motorola XC68020 vue du dessous.

Le Motorola 68020 et sa variante économique le Motorola 68EC020 sont des microprocesseurs CISC 32 bits de la famille m68k de Motorola. Produit à partir de 1984, le 68020 succède au Motorola 68010 et précède le Motorola 68030.

## Caractéristiques techniques
Le Motorola 68020 est le premier microprocesseur complètement 32 bits de la famille m68k, avec une unité arithmétique et logique, un bus de données et un bus d'adressage de 32 bits. C'est le premier microprocesseur m68k à intégrer une mémoire cache, de 256 octets d'instructions. Sa microarchitecture contient un pipeline de 3 étages. Un registre à barillet permet de décaler les bits en un seul cycle d'horloge et optimise donc les opérations de décalage et de multiplication.
Le remplacement du boîtier DIP par un boîtier PGA permet l'élargissement des bus externes sans forcer un agrandissement en rapport du boîtier. La fréquence d'horloge a été augmentée à 16 puis 20 et 25 MHz, grâce à l'utilisation d'une technologie d'implantation à empreinte réduite.
Au niveau des instructions machine, les évolutions concernent :
- les modes d'adressage supportent désormais des déplacements de 32 bits ;
- des modes d'adressage à double indirection (registre et mémoire) sont introduits ;
- les multiplications et divisions qui permettent des opérandes de 32 bits et 64 bits (pour le produit et le dividende respectivement) ;
- de nouvelles instructions traitant des champs de bits de taille variable (1 à 32) ;
- la définition d'un espace d'instructions coprocesseur initiant un dialogue microcodé (donc transparent pour le programmeur) entre le processeur et jusqu'à 8 coprocesseurs, parmi lesquels le MMU Motorola 68851 (en) et le FPU Motorola 68881 ou Motorola 68882.

### 68EC020
Le 68EC020 (EC pour embedded controller, contrôleur embarqué) a bus d'adressage externe réduit à 24 bits, et coûtait donc moins cher à l'achat et la mise en œuvre. Il a été utilisé entre autres comme processeur principal pour l'ordinateur personnel Amiga 1200 et pour la console de jeux vidéo AmigaCD32.

## Utilisations
- Apple
  - ordinateur personnel Macintosh II
  - ordinateur personnel Macintosh LC
- Commodore International
  - ordinateur personnel Amiga 2500, le Motorola 68030 étant une autre option
  - ordinateur personnel Amiga 1200 (68EC020)
  - console de jeux Amiga CD32 (68EC020)
- Silicon Graphics
  - station de travail IRIS 2000 Turbo[1]
  - station de travail IRIS 3000[2]
  - systèmes graphiques des stations Silicon Graphics à processeur MIPS comme unité de gestion et d'organisation des différentes cartes du pipe OpenGL
  - cartes GM (Graphics Manager) des cardsets GT GTX VGX VGXT
- Sun Microsystems
  - station de travail Sun-3 (en), sauf les dernières utilisant un Motorola 68030